# Aligena muris
Aligena muris is een tweekleppigensoort uit de familie van de Lasaeidae. De wetenschappelijke naam van de soort is voor het eerst geldig gepubliceerd in 1984 door Rosewater.